# Hyder (Arizona)
Pour les articles homonymes, voir Hyder.
Hyder est une ville fantôme dans le comté de Yuma, dans l'Arizona aux États-Unis. Durant la Seconde Guerre mondiale, elle fut un camp d'entrainement des troupes terrestres du général Patton.
Le 9 octobre 1995, le site fut le théâtre d'un acte de sabotage d'un inconnu qui entraina le déraillement du Sunset Limited.